# Korpiklaani
A Korpiklaani (magyarul Erdei törzs) finn folk-metal együttes. A zenekart Jonne Järvelä alapította – Shaman néven –, aki a Korpiklaani vezetője. A Shaman-nal ellentétben, mely eredetileg finn nyelvű dalokat adott elő, a Korpiklaani dalszövegek általában angol nyelvűek, noha több finn nyelvű szerzeményt is előadnak. A zenei stílus a hagyományos folk-metal/thrash metal.
A Korpiklaani repertoárja a hegedű és gitár segítségével előadott, a finn termékenység-istenhez szóló daltól a tipikus troll-metal stílusú „Wooden Pints”-ig terjed.

A Korpiklaani és a Finntroll közötti együttműködés eredményeként Järvelä szolgáltatta a Joózást a Finntroll 2001-es nagylemezének címadó dalához, a Jaktens Tid-hez.

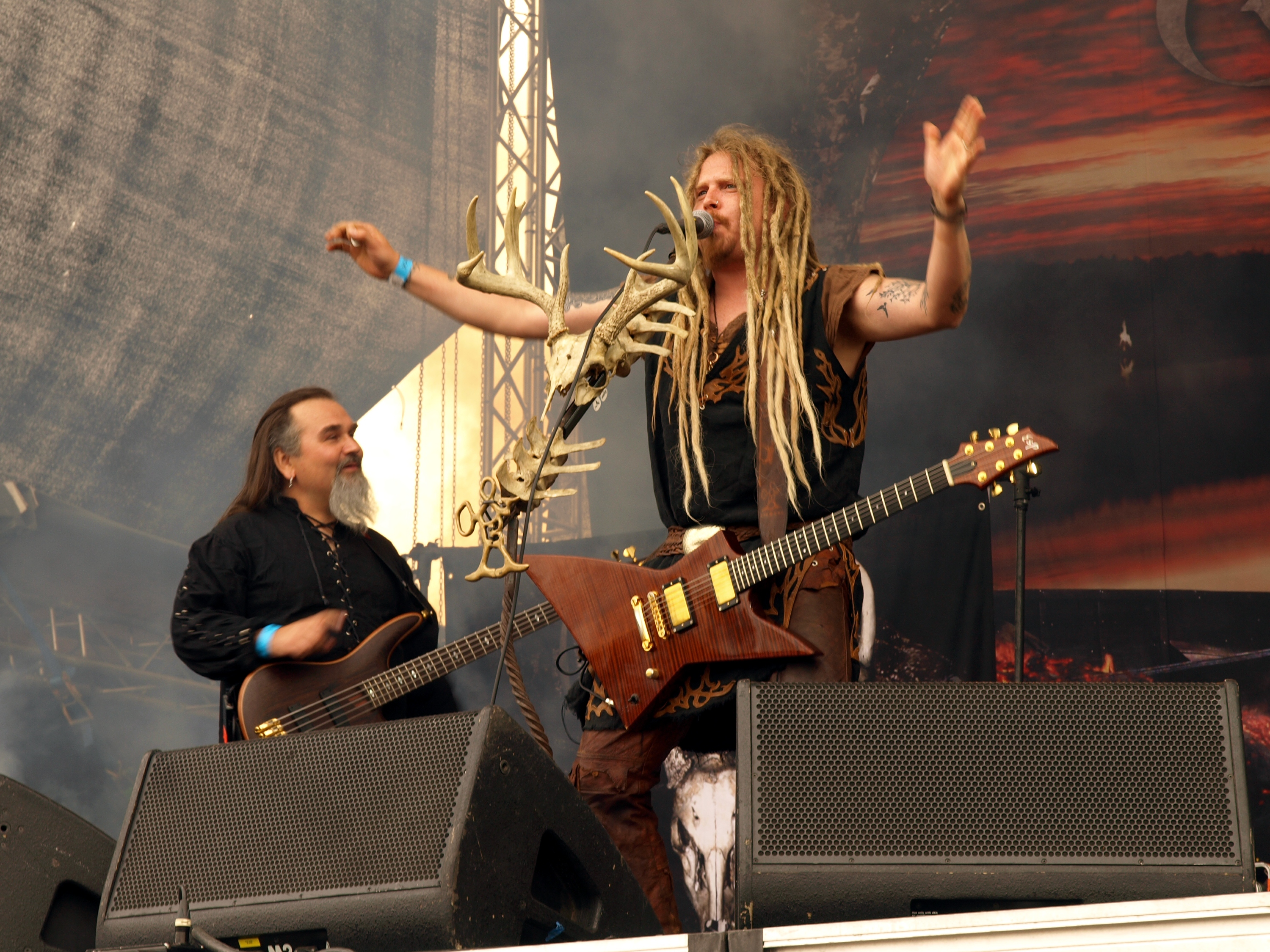

## Tagok
- Jonne Järvelä – ének, gitár
- Kalle "Cane" Savijärvi – gitár
- Jarkko Aaltonen – basszusgitár
- Tuomas Rounakari – hegedű
- Sami Perttula – harmonika
- Matti "Matson" Johansson – dob

## Lemezek
- 2003 - Spirit of the Forest
- 2005 - Voice of Wilderness
- 2006 - Tales Along This Road
- 2007 - Tervaskanto
- 2008 - Korven Kuningas
- 2009 - Karkelo
- 2011 - Ukon Wacka
- 2012 - Manala
- 2015 - Noita
- 2018 - Kulkija
- 2021 - Jylhä

## Külső hivatkozások
- Korpiklaani/Shaman hivatalos oldal (angolul)
- Korpiklaani Myspace (angolul)
- Korpiklaani a Napalm Records-nál (angolul)
- Jarkko Aaltonen-interjú a Highwire Daze.com-on (2006) (angolul)
- Képek és videok az olaszországi koncertről Archiválva 2009. január 5-i dátummal a Wayback Machine-ben (2008. július 11.) (angolul)